# Philautus saueri
Philautus saueri és una espècie de granota que es troba a Malàisia.